# Václav Chochola

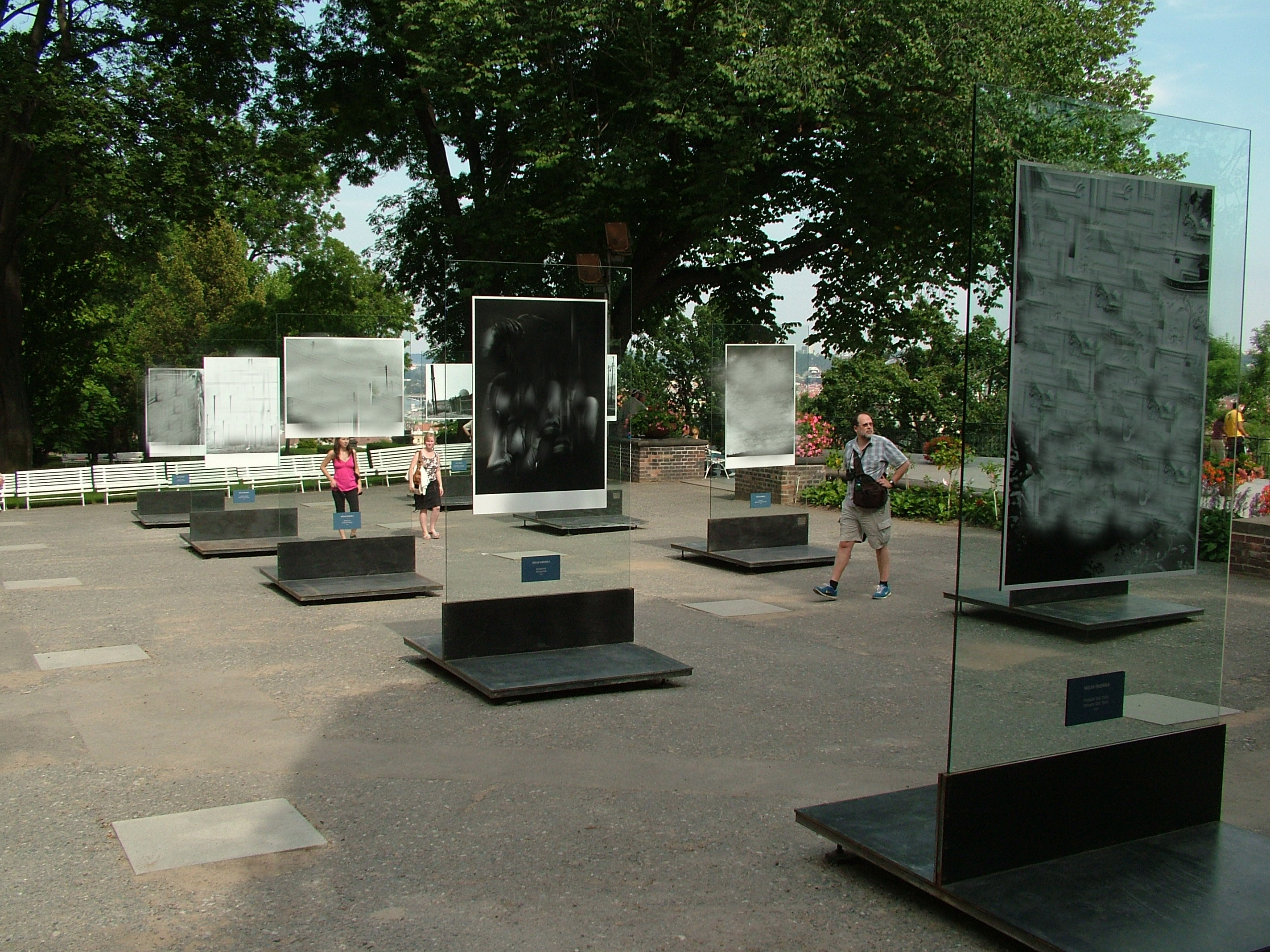
Výstava Václava Chocholy Pražský chodec na Pražském hradě v létě 2008

Václav Chochola (31. ledna 1923 Praha – 27. srpna 2005
Praha) byl český fotograf, označovaný za klasika české výtvarné a portrétní fotografie.

## Život a dílo
Narodil se v Praze v rodině Václava Chocholy (6. dubna 1888 Stochov – 23. dubna 1954 Praha) a Anežky, rozené Perclové (24. dubna 1888 Zahořany – 2. září 1939 Praha), kteří uzavřeli sňatek 15. února 1920 v Praze. Fotografovat začal během studií na reálném gymnáziu v Praze-Karlíně, po jeho opuštění se učil fotografem a studoval na grafické škole. Byl fotografem ve svobodném povolání, fotografoval pro Národní divadlo a spolupracoval i s řadou dalších scén. Řadu snímků Chochola vytvořil použitím netradičních technik, vytvářel fotogramy, fotomontáže i roláže.
Ve své bohaté tvorbě se Chochola věnoval momentní fotografii, portrétům celebrit (proslavil ho portrét S. Dalího), aktům či sportovní fotografii. Neocenitelné jsou jeho dokumentární snímky z Pražského povstání v květnu 1945. V roce 1970 byl Chochola měsíc ve vazbě za to, že fotografoval hrob Jana Palacha.
S manželkou Boženou, rozenou Stopkovou, se kterou se oženil 9. května 1953 v Dolních Dunajovicích, měl dceru Blanku Chocholovou, která je rovněž fotografka. Ta spravuje společně s vnukem Markem Chocholou (* 18. července 1980) jeho obsáhlý fotografický archiv.  
Zemřel po krátké vážné nemoci v motolské nemocnici v Praze.

## Citát
| „                | Jde užasle světem, o kterém jako kluk na předměstí snil a od něhož byl vždy oddělen červenou šňůrou, a do něhož má najednou přístup. Skutečnost, že v tomto světě nikdy nebyl úplně doma, dokázal proměnit v nepřehlédnutelnou přednost: zbystřilo mu to oko a zahlédl detaily, které my oslněni jinými cíli ani nevidíme. | “ |
| — Bohumil Hrabal | |   |

## Výstavy
- Noční chodec, 02.07.2008 — 28.09.2008, Pražský hrad.
- Václav Chochola: Morava 53-88, Zámek Mikulov, 3. 5. - 24. 11. 2019[2][3]
- Z pařížského pobytu 1968-1969, 6. březen -24. květen 2020, Kabinet fotografie v Galerii Kladenského zámku

## Název ulice
Chocholovo jméno nese od 17. prosince 2008 ulice v městské části Praha-Koloděje.